# ГЕС Дзіндзуґава I/Іорідані
ГЕС Дзіндзуґава I/Іорідані (яп. 神通川第一発電所/庵谷発電所, Дзіндзуґава хацуденшьо / Іорідані хацуденшьо, Гепберн: Jinzugawa hatsudensho / Ioridani hatsudensho) — гідроелектростанція в Японії на острові Хонсю. Знаходячись перед ГЕС Дзіндзуґава II (44 МВт), становить верхній ступінь каскаду на річці Дзіндзу, що у місті Тояма впадає до затоки Тояма (Японське море). При цьому вище по сточищу на витоках Дзіндзу річках Міягава та Такахара працюють власні каскади, останніми в яких є станції ГЕС Канітера та ГЕС Інотані/Шін-Інотані.

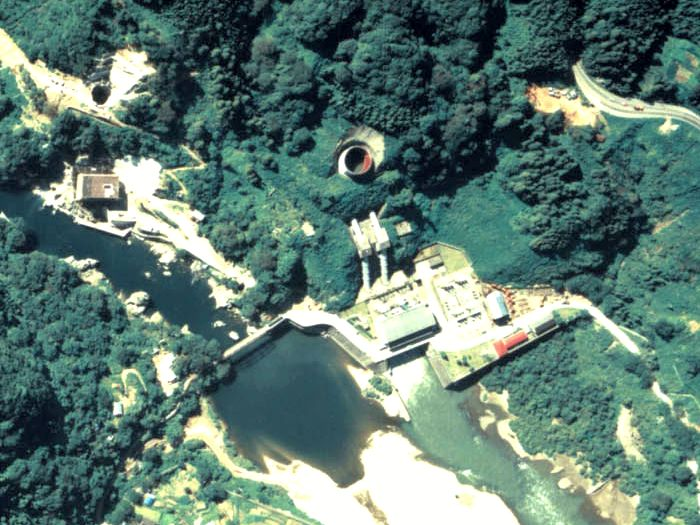
Вид зверху на машинні зали станцій Іорідані (ліворуч) та Дзіндзуґава І (праворуч. Видно також їх вирівнювальні резервуари

В межах гідрокомплексу працюють два машинні зали, котрі живляться від однієї й тієї ж греблі Дзіндзуґава І. Ця бетонна гравітаційна споруда, яка має висоту 45 метрів та довжину 344 метри, потребувала 108 тис. м3 матеріалу. Вона утримує водосховище з площею поверхні 0,78 км2 і об'ємом 5 млн м3 (корисний об'єм 3,1 млн м3), в якому припустиме коливання рівня у операційному режимі між позначками 177 та 180,8 метра НРМ (під час повені до 182 метрів НРМ).
Обидва машинні зали розташовані на лівому березі Дзіндзу. ГЕС Дзіндзуґава І живиться через тунель довжиною 1,1 км з діаметром 7,2 метра, який переходить у два напірні водоводи довжиною по 0,15 км зі спадаючим діаметром від 5 до 4 метрів. На неї також працює вирівнювальний резервуар висотою 42 метри з діаметром 23 метри. Споруджена на два десятиліття пізніше ГЕС Іорідані отримує воду через тунель довжиною 1 км з перетином 5,2х5,2 метра, який переходить у напірний водовід довжиною 0,08 км зі спадаючим діаметром від 4,4 до 3,7 метра. У цій системі працює вирівнювальний резервуар висотою 57 метрів з діаметром 16 метрів.
У залі Дзіндзуґава І працюють дві турбіни типу Френсіс загальною потужністю 96 МВт (номінальна потужність станції вважається 82 МВт), котрі використовують напір у 63 метри. Другий зал обладнали однією турбіною типу Френсіс потужністю 51,4 МВт (номінальна потужність станції Іорідані рахується як 50 МВт), яка використовує напір у 59 метрів.